# I Just Can't Wait to Be King
I Just Can't Wait to Be King (nella versione italiana Voglio diventare presto un re) è un brano musicale composto dal cantante, compositore e pianista britannico Elton John per il classico Disney Il re leone del 1994. Il testo è stato scritto dal paroliere britannico Tim Rice.

## Il brano
Nell'album di provenienza (The Lion King Soundtrack, 1994) ci sono due versioni della canzone: la prima è cantata da Jason Weaver, con Rowan Atkinson e Laura Williams. La seconda è interpretata da Elton John e costituisce la penultima traccia del disco. Nel film, I Just Can't Wait to Be King (in italiano Voglio diventare presto un re, canzone scritta da Ermavilo: i doppiatori sono George Castiglia, Perla Liberatori e Roberto Del Giudice) è cantata dai piccoli Simba (ambiziosamente legato al suo futuro ruolo di Re) e Nala, che tentano di sfuggire al controllo del bucero Zazu per raggiungere il Cimitero degli Elefanti. Nel cantare la melodia, i due leoncini giocano e si divertono ignorando i rischi e la doppiezza degli adulti. A detta di uno studioso britannico, il pezzo costituisce una parte significativa del lavoro, mostrando l'ingenuità dei bambini oltre alla loro immaturità. 
Stilisticamente parlando, I Just Can't Wait to Be King si presenta come un brano pop, in alcuni punti rassomigliante alla seconda traccia (A Word in Spanish) dell'album eltoniano del 1988 Reg Strikes Back.
La canzone è spesso eseguita a Disneyland; Aaron Carter, inoltre, ne ha eseguito una cover remixata, presente nell'album DisneyMania.